# Велике (озеро, Вараський район)
Велике озеро — озеро Вараському районі Рівненської області України. Належить до басейну річки Прип'ять. Входить до комплексу з трьох озер (Велике, Середнє, Хоромне), які належать до Острівського гідрологічного заказнику.

## Опис
Розташоване біля села Острівськ, на території Кухітсько-Вільської сільської ради. Площа водного дзеркала становить 57-96 га, прибережна смуга 20,3 га. Східний та південний береги болотисті. В озеро впадає струмок, витікає канал. Взимку замерзає. Велике озеро є місцевим місцем відпочинку та рибної ловлі (літньої і зимової).

## Флора
Вода прозора, м'яка, проте мало мінералізована, через що в прибережній смузі майже відсутня рослинність. Лише рідко трапляється очерет та куга озерна, інколи латаття сніжно-біле, китицеподібне суцвіття стрілолисту, або частухи. На дюнах ростуть густі, майже винятково соснові бори. В озері було виявлено вид харових водоростей Nitella flexilis.

## Галерея

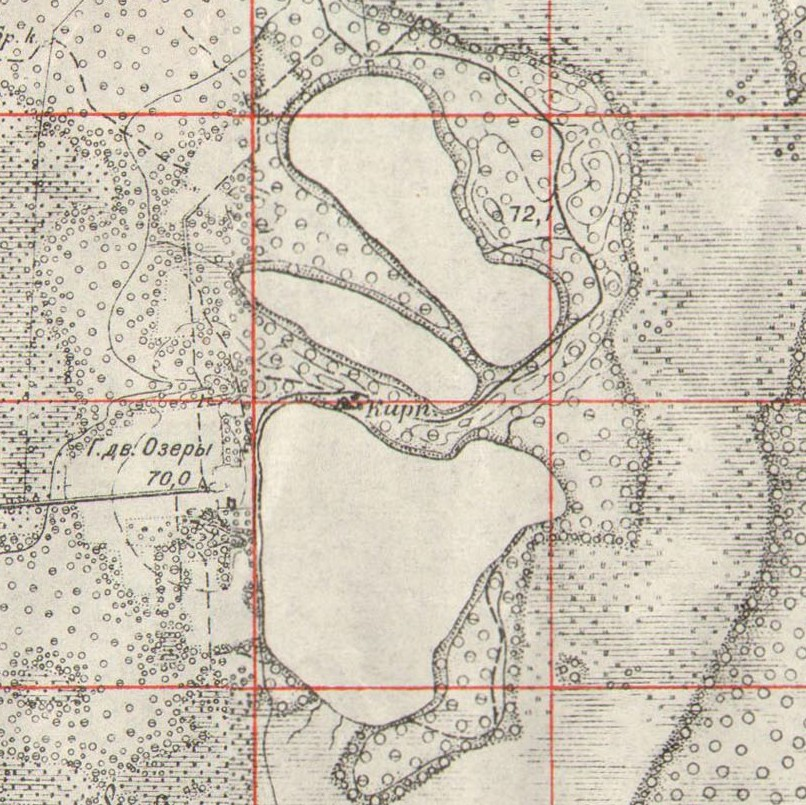
Велике озеро (знизу) на карті 1910 року